# 中島正雄
中島 正雄（なかじま まさお、1953年 - ）は、日本のミュージシャン、作曲家、音楽プロデューサー。1978年にブルースバンド『ウエスト・ロード・ブルース・バンド』のメンバーとして活動を開始、ビーイングの音楽制作に主に携わる。
2002年から日本コロムビア代表取締役社長兼COOに就任。愛称は「マリオ」。情報経営イノベーション専門職大学超客員教授。

## 来歴
1975年頃プロとしてミュージシャン活動を開始する。やまがたすみこ、妹尾隆一郎のアルバム、コンピレーション・アルバムへ参加する。1978年に立教大学経済学部を卒業。ブルースバンド『ウエスト・ロード・ブルース・バンド』の3人目のギタリストとなる。音楽制作事務所・ビーイング入社後、制作部門のトップとしてプロデュースを担当。作曲家やスタジオミュージャンとしても数多くの作品に参加し、ビーイング初期を支えている。シンガーソングライターの織田哲郎の楽曲を提供したこともある（JASRACに登録済）。
1993年、音楽プロデューサーの長戸大幸が表舞台を退いてからは、ビーインググループ代表となりスーパーバイザーとしてクレジットされている。秋吉契里等のアルバムにギターで参加するなどミュージシャン活動も並行して行う。
2001年、日本コロムビア（2002年10月から2010年9月までの社名はコロムビアミュージックエンタテインメント）再建のため、ビーイングを退社。ただし、VERMILLIONの代表者はしばらく継続。2002年、日本コロムビアに取締役に招聘される。松村克己社長兼CEOの死去に伴い、日本コロムビア代表取締役社長兼COOに就任する。
2008年、マリオマネジメント株式会社設立代表取締役に就任する。

## プロデュースを受けたアーティスト
★はBMF (Being MUSIC FACTORY INC.)としてのプロデュース
- 秋吉契里★
- 宇徳敬子 - ギタリストとしても参加。
- Cup's★
- 栗林誠一郎★
- 桜井ゆみ
- ZYYG★
- 高村亜留
- TWINZER★
- TEARS★
- DEEN★
- 中原薫★
- BAAD★
- 浜田麻里（デビューから1989年までのディレクション）
- PAMELAH★
- B'z
- B.B.クィーンズ
- FIELD OF VIEW★
- BLIZARD
- 牧穂エミ★
- MANISH★
- 森下由実子★
- LOUDNESS
- REV★
- WANDS★
- 大黒摩季★

## 楽曲提供
- 秋本奈緒美「THE WAY YOU LOVE ME」
- 麻生小百合「輝いてたランデブー」「OH MY DARLIN'（西村麻聡と共同作曲）」
- 井上和彦「いとしのLADY BABY（作詞：亜蘭知子）」「想い出の夏（作詞：亜蘭知子）」
- 江崎秀一「陽だまりの中で」
- エド山口「クロスオーバー」
- 太田貴子「恋はHURRY UP」
- 大森絹子「MAD MACHINE」
- EAST ROAD「愛のゲーム」「ON THE ROAD」
- 小室良&T-BIRD「SONG FOR YOSHIMI（小室良と共同作曲）」
- 高村亜留「恋は最高（作詞：岩里祐穂）」
- 田中真弓「かまととぶりっこカンパニー」「ピエロのソネット」「星は星でもロックンロール（作詞：三ツ矢雄二）」
- TUBE「Midnight Beach（作詞：長戸大幸）」
- 坪倉唯子「BROKEN MY HEART（作詞：星野今日子）」
- 戸田恵子「LOVE ME AGAIN」「FALLIN LOVE TONIGHT（作詞：亜蘭知子）」
- バオバブシンガーズ「アブラハムのママ（作詞：藤公之介）」
- 早川めぐみ「愛の奇積（作詞：亜蘭知子）」「輝きたいね（作詞：岩里祐穂）」「過激にROCK'N ROLL」「金色の微笑み（作詞：三浦徳子）」「シンデレラ・ドリーム」「素敵なサマーボーイ」「涙のTONIGHT」「BURNING RAIN（作詞：亜蘭知子）」

「ROCK CITY（作詞：亜蘭知子　作曲は横関敦と共同）」
- 早瀬ミルナ「迷い猫（作詞：亜蘭知子）」「YOU惑TONIGHT（作詞：亜蘭知子）」
- 春畑道哉「WALK ON」
- 前田亘輝「Gimme Some Lovin' Tonight」「BYE BYE LOVE, GOOD BYE LOVE」「THE RAIN」「いいかげん」
- 水島裕「切符（作詞：藤公之介 ）」「HAPPENING DATE」
- 三ツ矢雄二「プラトニック・ぶるーす（作詞：亜蘭知子）」「マンハッタンコミュニケーション（作詞：亜蘭知子）」
- 三原じゅん子「カマトトをぶっとばせ（作詞：亜蘭知子）」「サヨナラだけが合言葉（作詞：亜蘭知子）」「バイク」「ミステイク（作詞：亜蘭知子）」「ローズ（作詞：三浦徳子）」
- 宮内淳「ALONG WITH ME（作詞：長戸大幸）」
- 山形ユキオ「エブリディ・エブリナイト」「オーバーヒートだぜ!」
- 「THEME OF JUNKIE（作詞：月光恵亮）」

## バンド活動
自らを「マリオ中島」と名乗り、ブルースバンド「Alright」と、ハードブルースバンド「MMK」で精力的に活動中。

## 著書
- 『定年クリエイティブ - リタイア後の創作活動で後悔のない人生を -』 ワニブックスPLUS新書 2019年7月 ISBN 978-4847061547